# Gryphopsylla hopkinsi
Gryphopsylla hopkinsi är en loppart som beskrevs av Hamilton Paul Traub 1957. Gryphopsylla hopkinsi ingår i släktet Gryphopsylla och familjen Stivaliidae. Inga underarter finns listade i Catalogue of Life.